# Rasbora gerlachi
Rasbora gerlachi är en fiskart som beskrevs av Ahl 1928. Rasbora gerlachi ingår i släktet Rasbora och familjen karpfiskar. IUCN kategoriserar arten globalt som otillräckligt studerad. Inga underarter finns listade i Catalogue of Life.